# Sägmühle (Treffelstein)
Sägmühle ist ein Ortsteil der Gemeinde Treffelstein im Oberpfälzer Landkreis Cham in Bayern.

## Geographische Lage
Die Einöde Sägmühle liegt etwa eineinhalb Kilometer südwestlich von Treffelstein in der Nähe des Silbersees.

## Geschichte
Der ursprüngliche Ort Sägmühle ist heute (2013) vom Wasser des Silbersees überflutet.
Nur der ehemalige Mühlgraben und einige Ruinen, in denen neuerdings ein Wasserrad angebracht wurde, sind noch erhalten.
Bereits um 1300 existierte hier ein Hammerschmiede.
Sie ging während des Dreißigjährigen Krieges zugrunde.
Nach Ende dieses Krieges wurde zunächst die Eisenherstellung wieder aufgenommen, konnte sich aber gegen die Konkurrenz nicht durchsetzen.
Die Sägmühle wurde dann als Getreidemühle mit zwei Gängen und zum Holzschneiden mit Vollgatter benutzt.
Aus dem geschnittenen Holz wurden Schachteln hergestellt und in der Bayerischen Schwarzach wurde Perlfischerei betrieben.
Bei der Sägmühle gab es eine Kapelle mit einem Kreuzweg in Hinterglasmalerei.
Die Sägmühlkapelle erhielt 1727 beim Bau der Treffelsteiner Kirche die Glocke aus der Schlosskapelle und behielt diese Glocke selbst während des Zweiten Weltkrieges.
In einer Meldung der Landesdirektion wurde Sägmühle am 2. Mai 1806 als zur Filiale Biberbach gehörig mit 13 Einwohnern aufgeführt.
1837 war die Sägmühle im Diözesanmatrikel mit einem Haus und 11 Einwohnern aufgeführt.
Sie kam am 1. Oktober 1840 vom Landgerichtsbezirk Neunburg vorm Wald zum königlichen Landgericht Waldmünchen.
1845 wurde notiert, dass es in Sägmühle 2 Hausnummern mit 11 Einwohnern gab.
Sie hatte zwei Mahlgänge und eine Schneidsäge.
Die Einwohner von Sägmühle betrieben außer der Säge und Mühle Viehzucht: Pferde, Mastochsen und Schweine mit gutem Erfolg.
1863 war die Sägmühle im Diözesanmatrikel mit einem Haus und 12 Einwohnern als zu Treffelstein gehörig aufgeführt.
Zum Stichtag 23. März 1913 (Osterfest) wurde Sägmühle als Teil der Expositur Treffelstein mit einem Haus und 14 Einwohnern aufgeführt.
Als 1968 der Silbersee gebaut wurde, versanken zwei Anwesen im Wasser: Der Hof von Xaver Preißer, der mit 80.000 DM entschädigt wurde und die Sägmühle, einschließlich Kapelle von Margarete Kölbl, die 350.000 DM Entschädigung erhielt. Die über 200 Jahre alte Glocke der Sägmühlkapelle verschwand im Wasserwirtschaftsamt Amberg spurlos.

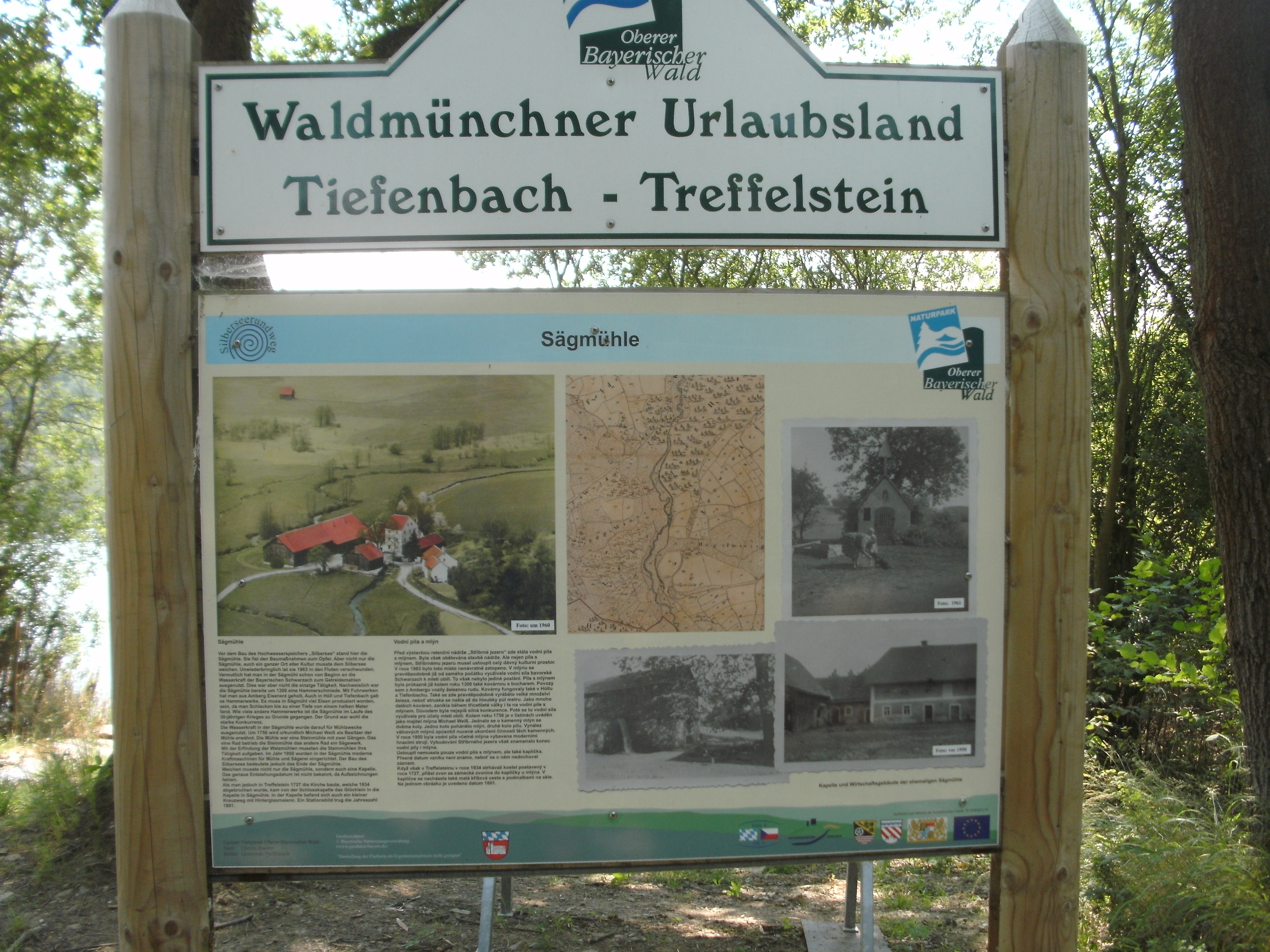
Infotafel
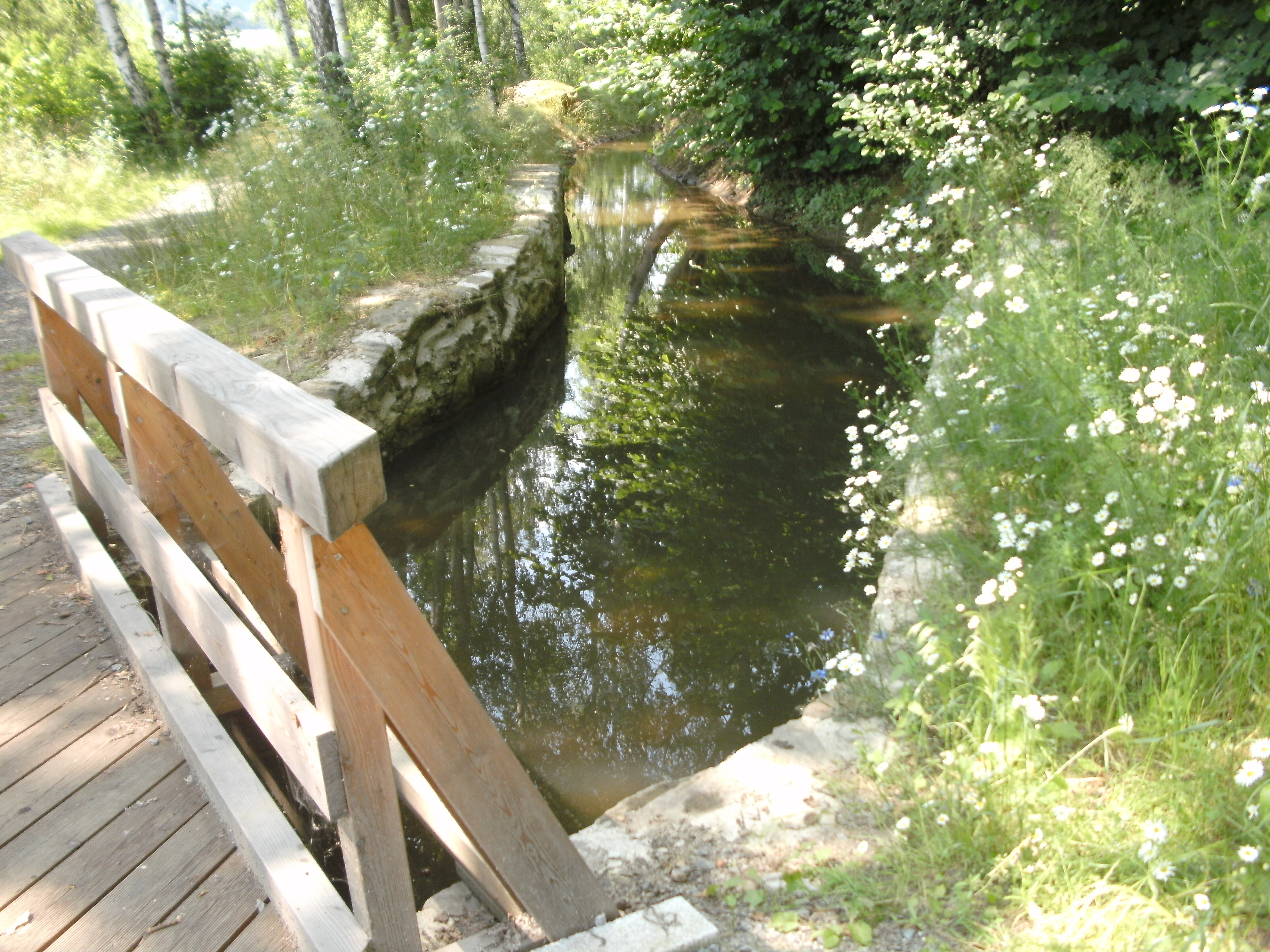
Ehemaliger Mühlgraben
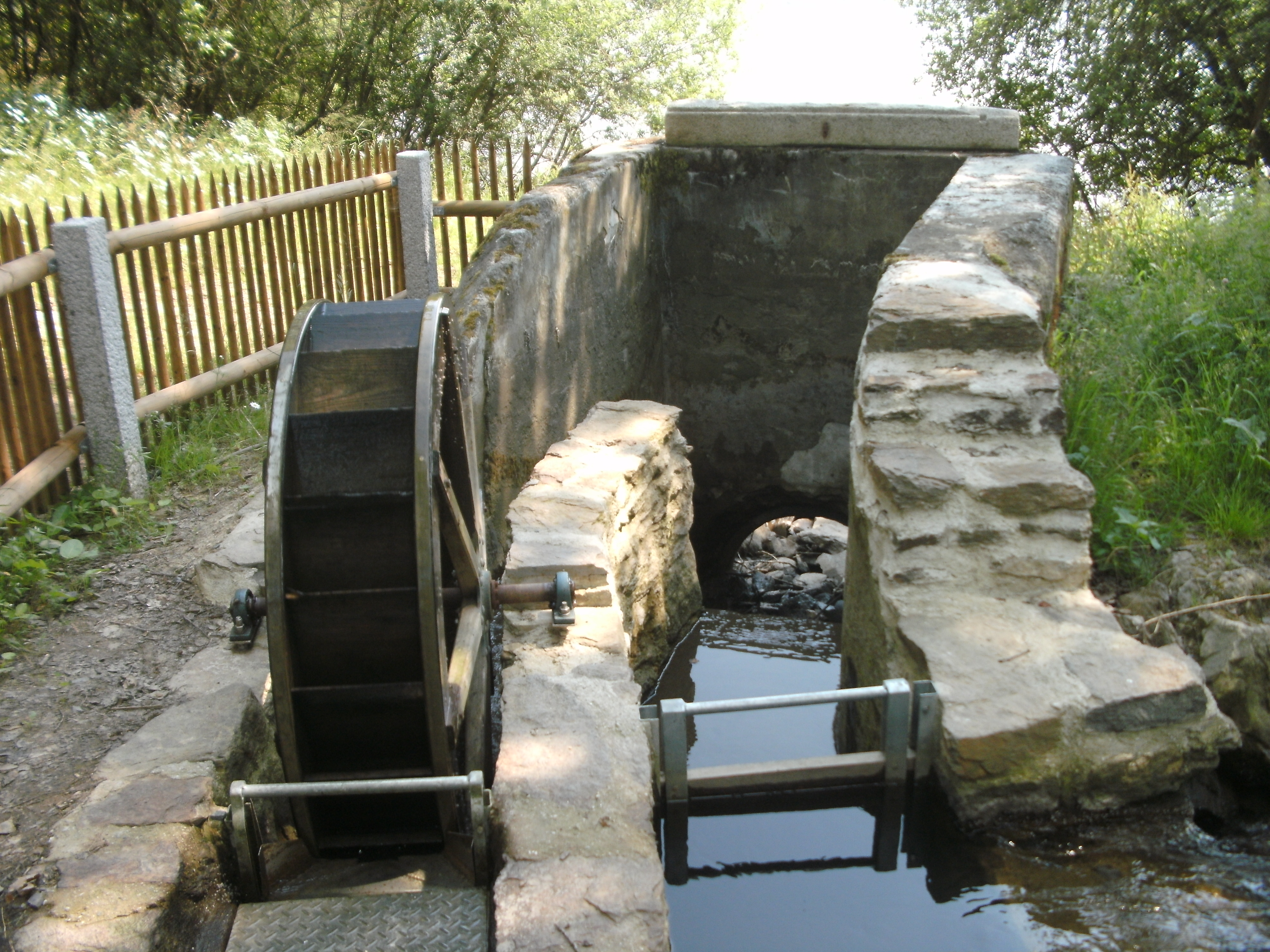
Ruine mit Wasserrad